# Zoom Airlines
Zoom Airlines war eine kanadische Linienfluggesellschaft, die Flüge von Kanada nach Großbritannien, Nordirland und Frankreich anbot.
Am 28. August 2008 gab die Fluggesellschaft die Einstellung des Flugbetriebs auf Grund des hohen Ölpreises bekannt.

## Geschichte
Die Airline wurde im Mai 2002 gegründet, Hauptsitz war Ottawa. Neben den Linienflügen fliegt Zoom auch Charterflüge in die Karibik und die südlichen Vereinigten Staaten von Amerika. Des Weiteren wurde eine Tochtergesellschaft in Großbritannien gegründet, um von dort aus weitere Ziele anzufliegen. Das Ziel war in einer Kombination aus Linien- und Charterflügen Kanada mit Großbritannien, Frankreich und der Karibik zu verbinden.
Neben der normalen Economy Class, bot Zoom auch eine Premium Economy-Klasse an.
Nachdem jeweils ein Flugzeug in Calgary (Kanada) und Glasgow (Vereinigtes Königreich) gepfändet wurde und kein Treibstoff mehr bezahlt werden konnte, meldete Zoom Airlines am 29. August 2008 Konkurs an. Der Flugbetrieb wurde einen Tag früher eingestellt.

## Ziele
Von acht Flughäfen in Kanada flog Zoom Airlines London (Gatwick), Glasgow, Manchester, Cardiff, Belfast und Paris (Charles de Gaulle International Airport) an.

## Flotte
Zoom Airlines und die britische Tochtergesellschaft setzen zuletzt zwei Boeing 757-200 und fünf Boeing 767-300ER. Des Weiteren war eine gebrauchte Boeing 757-200 bei ILFC bestellt.